# خوان غابرييل ريفاس
خوان غابرييل ريفاس (بالإسبانية: Juan Gabriel Rivas) هو لاعب كرة قدم أرجنتيني في مركز الوسط، ولد في 14 أغسطس 1992 في سانتا في في الأرجنتين. لعب مع يونيون دي سانتا في.

## وصلات خارجية
- خوان غابرييل ريفاس على موقع قاعدة بيانات كرة القدم.إي يو (الإنجليزية)
- خوان غابرييل ريفاس على موقع Soccerway.com (الإنجليزية)
- خوان غابرييل ريفاس على موقع عالم كرة القدم.نت (الإنجليزية)